# Партия социалистов Республики Молдова
Партия социалистов Республики Молдова (рум. Partidul Socialiştilor din Republica Moldova) — политическая партия в Республике Молдова.
С 2011 по 2016 год и с 30 декабря 2020 года партию возглавляет экс-президент Республики Молдова Игорь Додон. С 18 декабря 2016 по 30 декабря 2020 года председателем ПСРМ была экс-премьер-министр Республики Молдова и экс-председатель Парламента Республики Молдова Зинаида Гречаный.
Входит в Социнтерн на правах наблюдателя. В Парламенте Республики Молдова Х созыва была представлена самой многочисленной фракцией — 37 депутатов. По итогам досрочных парламентских выборов в июле 2021 года представлена в парламенте XI созыва объединённой фракцией с ПКРМ в составе 32 депутатов, из которых 22 — от ПСРМ.

## История
Партия социалистов Республики Молдовы была основана бывшими членами Социалистической партии Молдовы, которые покинули партию в начале 1996 года. 29 июня 1997 года состоялся учредительный съезд ПСРМ, который принял Устав новой партии и избрал её руководство. Сопредседателями ПСРМ были избраны Вероника Абрамчук (на момент избрания глава Департамента национальных отношений Молдовы при Правительстве Республики Молдова) и Эдуард Смирнов (на момент избрания вице-примар Кишинёва).
С 29 июня 1997 года по 21 января 2005 года партия носила название Партия социалистов Республики Молдовы. С 21 января 2005 года по 14 апреля 2011 года партия носила название Партия социалистов Молдовы «Patria-Родина».
18 ноября 2011 года была создана парламентская группа социалистов, в состав которой вошли три бывших депутата-коммуниста: Игорь Додон, Зинаида Гречаный и Вероника Абрамчук. 23 ноября Игорь Додон стал официальным членом Партии социалистов Республики Молдова.
12 декабря 2011 года состоялся I съезд молодёжной организации Партии социалистов Республики Молдова «Молодая Гвардия». В рамках съезда руководящим органом «Молодой Гвардии» был избран Республиканский совет, состоящий из 41 человека. Республиканский совет включает в себя Координационный совет, состоящий из 9 членов — руководителей 9 департаментов, распределённых по сферам деятельности организации. В съезде приняли участие 348 делегатов со всех районов республики. Основу организации составили бывшие члены Коммунистического союза молодежи Молдовы.
18 декабря 2011 года на X Съезде Партии социалистов Республики Молдова неприсоединившийся депутат парламента Игорь Додон единогласно был избран председателем ПСРМ, а Вероника Абрамчук была избрана почётным председателем партии.
28 сентября 2012 года депутат Ион Чебан объявил выходе из ПКРМ и переходе в Партию социалистов Республики Молдова.
4 июня 2013 года Вероника Абрамчук была исключена Республиканским советом ПСРМ с должности секретаря по идеологии, а также из рядов исполнительного комитета ПСРМ. Причиной стало голосование Абрамчук за правительство Юрия Лянкэ, вопреки мнения Республиканского совета ПСРМ не поддерживать данное правительство. Также, в этот день, Валентин Крылов был снят с должности исполнительного секретаря партии, и на его место был назначен Влад Батрынча.
3 августа 2013 года состоялся XI внеочередной съезд Партии социалистов Республики Молдова, в котором приняло участие около 250 делегатов. В рамках съезда была рассмотрена социально-политическая ситуация в Республике Молдова, была принята новая редакция Устава ПСРМ и был избран новый состав Республиканского совета партии.
На очередных парламентских выборах 30 ноября 2014 года Партия социалистов Республики Молдова занимает первое место, набирая 20,51 % голосов граждан. В Парламенте РМ XX созыва Партия социалистов Республики Молдова представлена самой многочисленной фракцией — 25 депутатов. Практически сразу после выборов председатель ПСРМ Игорь Додон заявил, что Партия социалистов Республики Молдова не намерена становиться частью «олигархической и евроунионистской власти» и уходит в оппозицию.
29-30 января 2015 года фракция Партии социалистов Республики Молдова отправляется в полном составе в Москву по приглашению «Справедливой России», с которой у ПСРМ налажено сотрудничество. Впервые в истории Республики Молдова фракцию одной из молдавских партий принимали в полном составе на столь высоком уровне. В рамках визита прошла встреча со председателем Государственной думы Российской Федерации Сергеем Нарышкиным, совместное заседание фракций ПСРМ и фракции «Справедливой России», встречи в думских комитетах. 30 января фракция ПСРМ приняла участие в пленарном заседании Госдумы России. Сергей Нарышкин представил молдавских социалистов, как главного и надёжного партнёра России. Депутаты Госдумы стоя приветствовали молдавских социалистов аплодисментами.
17 июля 2015 года депутат Парламента Лидия Лупу объявила о выходе из партии и из парламентской фракции. В парламенте осталось 24 депутата во фракции Партии социалистов Республики Молдова.
На декабрь 2020 года в парламенте представлена самой многочисленной фракцией из 37 депутатов.
30 декабря 2020 года экс-президент Республики Молдова Игорь Додон вновь возглавил партию.
Перед досрочными парламентскими выборами 2021 года ПСРМ приняла решение о выдвижении единым блоком с не представленной в парламенте с 2019 года ПКРМ.

## Идеология
ПСРМ декларирует «социалистическую идею, уходящую корнями в Священное Писание, в труды философов Античности, Средних веков и Нового времени» и позиционирует себя как «партию левого толка». Однако при этом она, подчёркивая «особый духовный статус Православия как… щита против распространения гомосексуализма, педофилии и других сексуальных извращений», сотрудничает с правыми, националистическими и клерикальными движениями в борьбе с тем, что называет «продвижением греха в Молдове при поддержке США», а на инаугурацию своего представителя Игоря Додона пригласила делегатов ультраправой еврогруппы «Европа наций и свобод». В 2025 году Додон как лидер партии заявил, что её в будущем могут переименовать в Партию суверенистов Республики Молдова в связи с «изменением политических приоритетов» и «идеологических ориентиров партии»: «Если посмотреть на тенденции в Европе и у соседей, то продвигаемая нами доктрина — скорее, суверенистская, чем социалистическая. Потому что европейские социалисты — это левая сила, поддерживающая или не выступающая против ЛГБТ и других подобных вещей. Таковы социалисты в Европе и в мире. А мы такие идеи не продвигаем. Мы продвигаем совершенно другие, более консервативные ценности». Во внешнеполитическом отношении ПСРМ критикует НАТО, Европейский союз, Румынию и положительно отзывается о российских властях и лично президенте Путине.

## Руководство партии
- Председатель ПСРМ — Игорь Додон
- Исполнительный комитет — Игорь Додон, Ольга Чеботарь, Григорий Новак, Адела Рэйляну, Владимир Односталко, Алла Пилипецкая, Григорий Узун и Екатерина Медведева.[19]

## Состав партии
На середину 2019 года численность ПСРМ составляет около 15 тысяч членов.

## Результаты на выборах
На парламентских выборах 1998 года Партия социалистов Республики Молдовы набрала 0,59 % голосов.
На всеобщих местных выборах 1999 года Партия социалистов Республики Молдовы участвовала в составе Блока коммунистов, аграриев и социалистов.
- Муниципальные советы и советы уездов — 33,26 % голосов и 118 мандатов.
- Городские и сельские советы — 32,17 % голосов и 2 235 мандата.
- 124 кандидата блока были избраны примарами.

На парламентских выборах 2001 года Партия социалистов Республики Молдова, вместе с Республиканской партией и Партией прогрессивных сил Молдовы, участвовала в составе Избирательного блока «Единство», лидером которого стал бывший депутат парламента Валентин Крылов. Основой предвыборной программы блока являлась политика защиты прав национальных меньшинств, придание русскому языку статус государственного и курс на сближение Молдовы с Российской Федерацией. Блок набрал 0,46 % голосов.
На всеобщих местных выборах 2003 года Партия социалистов Республики Молдовы участвовала самостоятельно, получив следующие результаты:
- Городские и сельские советы — 0,17 % голосов и 22 мандата.
- 2 кандидата партии были избраны примарами.

На парламентских выборах 2005 года Партия социалистов Молдовы «Patria-Родина» участвовала в составе Избирательного блока «Patria-Родина» вместе с Социалистической партией Молдовы. Блок возглавил бывший заместитель министра внутренних дел Республики Молдова, генерал полиции в резерве Борис Муравский. Тезисами избирательной программы блока «Patriа-Родина» были: Вступление Молдовы в Единое экономическое пространство, отказ от вступления страны в военные блоки, ликвидация поста президента, бесплатное образование, борьба с коррупцией и преступностью, решение приднестровского конфликта. Блок «Patria-Родина» набрал 4,97 % голосов, не преодолев 9 % избирательный барьер. Наибольшую поддержку блок «Patria-Родина» получил в АТО Гагаузия (51,48 %).
На всеобщих местных выборах 2007 года Партия социалистов Молдовы «Patria-Родина» участвовала в составе Избирательного блока «Patria-Родина — Равноправие».
- Муниципальные и районные советы — 1,45 % голосов и 14 мандатов.
- Городские и сельские советы — 1,79 % голосов и 163 мандата.
- 10 кандидатов блока были избраны примарами.

На всеобщих местных выборах 2011 года Партия социалистов Республики Молдова получила следующие результаты:
- Муниципальные и районные советы — 0,09 % голосов.
- Городские и сельские советы — 0,17 % голосов и 11 мандатов.
- 2 кандидата партии были избраны примарами.

Кандидатом Партии социалистов Республики Молдова на должность Генерального примара Кишинёва стал исполнительный секретарь ПСРМ Валентин Крылов. Вышел из избирательной кампании в пользу кандидата от Партии коммунистов Республики Молдова Игоря Додона. По результатам выборов в I туре Игорь Додон набрал 48,07 % голосов, во II туре — 49,40 % голосов.
На парламентских выборах 2014 года Партия социалистов Республики Молдова заняла первое место, набрав 20,51 % голосов избирателей и 25 (из 101) мест в парламенте страны, образовав самую большую фракцию в Парламенте Молдовы.
На всеобщих местных выборах 2015 года Партия социалистов Республики Молдова получила следующие результаты:
- Муниципальные и районные советы — 16,56 % голосов и 159 мандатов.
- Городские и сельские советы — 12,33 % голосов и 1293 мандатов.
- 52 кандидата партии были избраны примарами.

На выборах Президента Республики Молдова 13 ноября 2016 года победу одержал кандидат от ПСРМ Игорь Додон.
На парламентских выборах 2019 года Партия социалистов Республики Молдова получила следующие результаты:
- По национальному округу — 31,15 % голосов и 18 мандатов.
- По одномандатным округам — 17 мандатов.
- В итоге в Парламент прошли 35 депутатов от партии.

На всеобщих местных выборах 2019 года Партия социалистов Республики Молдова получила следующие результаты:
- Муниципальные и районные советы — 29,42 % голосов и 326 мандатов[23].
- Городские и сельские советы — 28,51 % голосов и 2986 мандатов.
- 206 кандидатов партии были избраны примарами[24].